# 泉涌寺
泉涌寺（せんにゅうじ）是位於日本京都府京都市東山區的寺院，真言宗泉涌寺派總本山。山號「東山」（とうざん）或「泉山」（せんざん）。本尊釋迦如來、阿彌陀如來、彌勒如來之三世佛、開基（創立者）為月輪大師俊芿。東山三十六峰南端之月輪山山麓的寺域內，有安葬鎌倉時代的後堀河天皇、四條天皇及江戶時代的後水尾天皇以下至幕末孝明天皇歷代天皇之月輪陵，作為皇室的菩提寺而被稱為「御寺泉涌寺」。

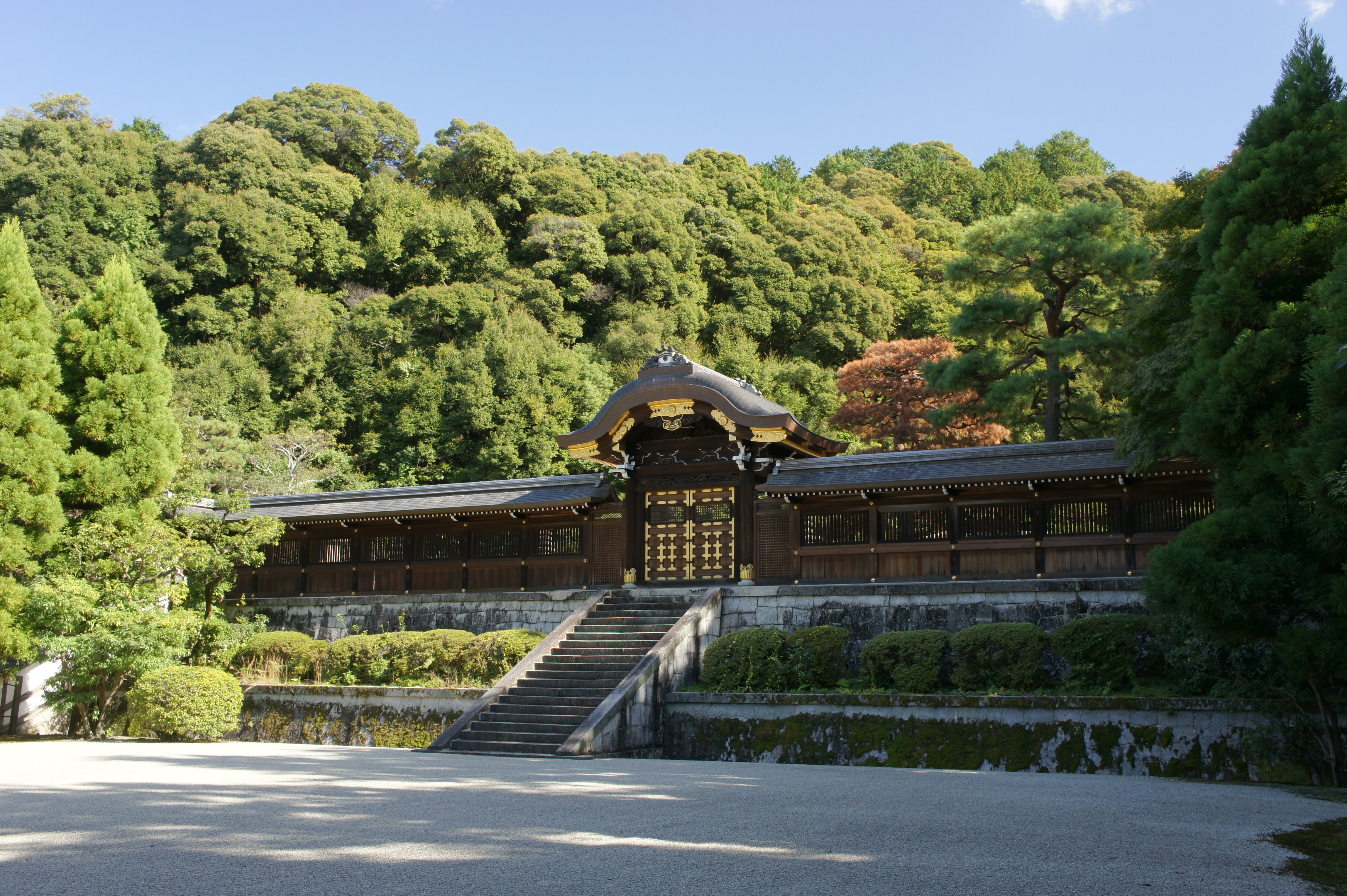
月輪陵（歷代天皇陵）
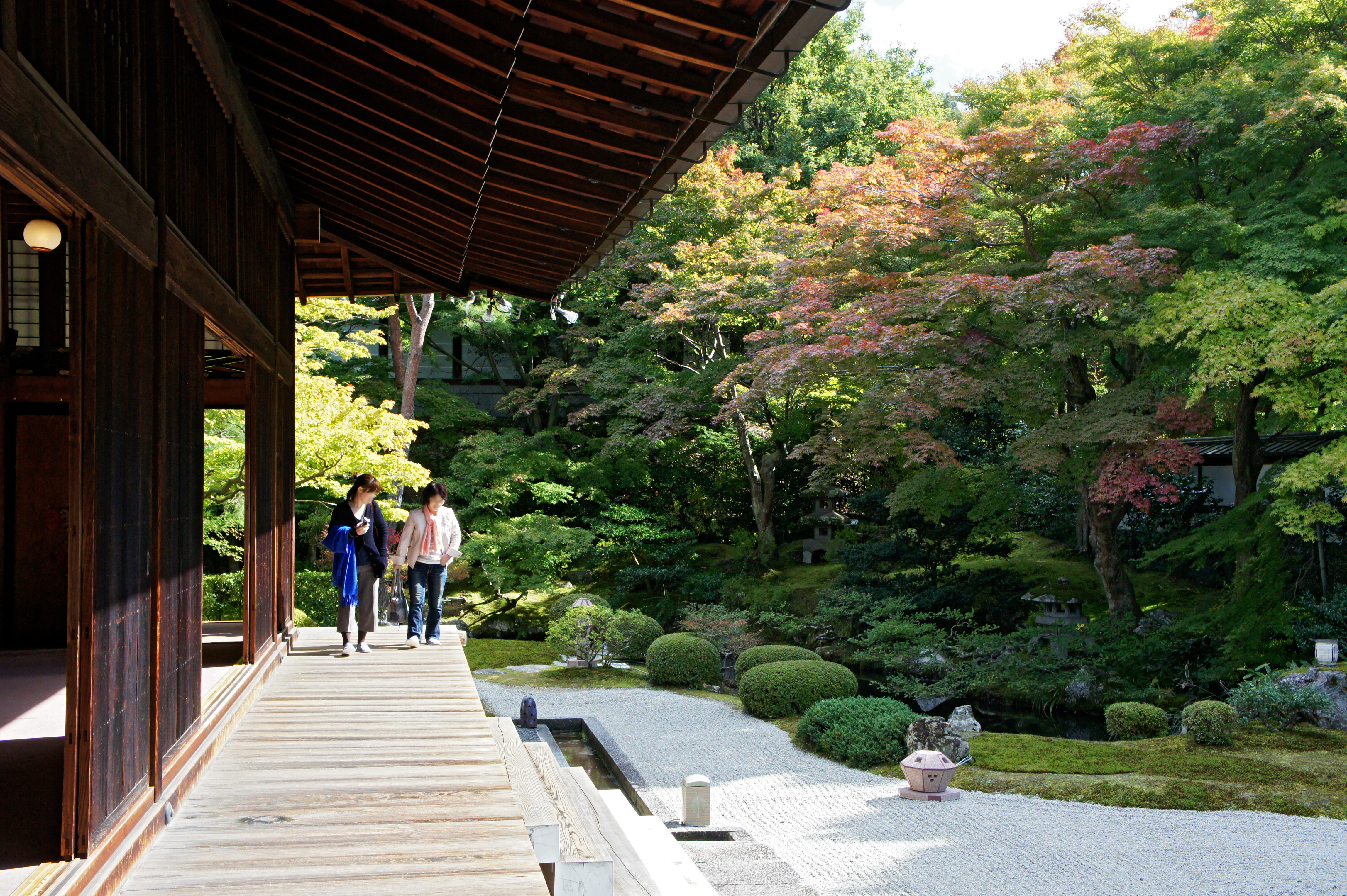
御座所庭園

## 關連項目
- 空海

## 外部連結
- 御寺 泉涌寺